# Liberty (Mississipi)
Liberty és una població dels Estats Units a l'estat de Mississipi. Segons el cens del 2000 tenia 633 habitants.

## Demografia
Segons el cens del 2000, Liberty tenia 633 habitants, 263 habitatges, i 170 famílies. La densitat de població era de 118,6 habitants per km².
Dels 263 habitatges en un 25,5% hi vivien nens de menys de 18 anys, en un 50,2% hi vivien parelles casades, en un 13,3% dones solteres, i en un 35% no eren unitats familiars. En el 33,5% dels habitatges hi vivien persones soles el 19,4% de les quals corresponia a persones de 65 anys o més que vivien soles. El nombre mitjà de persones vivint en cada habitatge era de 2,32 i el nombre mitjà de persones que vivien en cada família era de 2,96.
Per edats la població es repartia de la següent manera: un 24% tenia menys de 18 anys, un 10,3% entre 18 i 24, un 23,4% entre 25 i 44, un 22% de 45 a 60 i un 20,4% 65 anys o més.
L'edat mediana era de 37 anys. Per cada 100 dones de 18 o més anys hi havia 87,9 homes.
La renda mediana per habitatge era de 23.882 $ i la renda mediana per família de 35.179 $. Els homes tenien una renda mediana de 38.000 $ mentre que les dones 16.944 $. La renda per capita de la població era de 13.062 $. Entorn del 19,5% de les famílies i el 21,5% de la població estaven per davall del llindar de pobresa.

## Poblacions més properes
El següent diagrama mostra les poblacions més properes.